# Балдая, Афонсу Гонсалвиш де Антона
Афонсу Гонсалвиш де Антона Балдая (порт. Afonso Gonçalves de Antona Baldaya; около 1400, Порту — около 1450) — португальский мореплаватель XV века.
Командуя одним из двух португальских кораблей, впервые в истории европейских географических открытий, пересëк Тропик Рака (23° 26′ 22″ севернее экватора) в ходе морского путешествия вдоль африканского побережья на юг.
Был одним из капитанов экспедиции Жила Эанеша, которая по приказу инфанта Энрике (1394—1466), известного под именем Генрих Мореплаватель, отправилась в 1434 году вдоль западного побережья Африки с заданием обогнуть мыс Бохадор, считавшийся непреодолимым из-за сильных северо-восточных ветров, а также согласно бытовавшим среди мореходов суевериям о том, что за этим мысом судоходство невозможно, потому что море кишит чудовищами, а снасти кораблей загораются. Экспедиция обогнула мыс Бохадор (26° северной широты) и убедилась, что и там существует жизнь, в чëм тогда далеко не все были уверены.
В 1435 году, в качестве руководителя экспедиции, следуя вдоль побережья Западной Сахары, продвинулся гораздо дальше на юг и открыл залив Рио-де-Оро (порт. «Золотая река»), который принял за устье мифической «Золотой реки». Вернулся в Лиссабон, привезя из путешествия большое количество тюленьих шкур. Впервые товар с африканского побережья был доставлен им в Португалию напрямую, без арабских посредников.
В 1436 Афонсу Балдая продвинулся на юг за Рио-де-Оро, вдоль берега Западной Сахары, ещё примерно на 100 км.